# Ewaldus Daniël Pijzel
Ewaldus Daniël Pijzel, bekend als E.D.P. (Dordrecht, 9 september 1846 – Amsterdam, 30 januari 1926) was een Nederlands wiskundige, natuurkundige en amateurcomponist.
Hij was zoon van predikant Daniël Pijzel en Anna Geertruida Kist. Hijzelf is in zijn Groningse periode getrouwd met Johanna Dorothea Muurling, dochter van hoogleraar Willem Muurling en Itje Westerbaan. Het echtpaar woonde enige tijd aan de Tweede Bilderdijkstraat 36 en Roemer Visscherstraat 38. Dochter Maria Wijbina Pijzel trouwde met wiskundige Tidde Westerdijk, adviseur van SALM EN KIPP (laboratoriumapparatuur).
Na de middelbare school (gymnasium) ging hij naar de kostschool Instituut Schreuders te Noordwijk. Hij studeerde aan de Polytechnische School Zürich (1864-1866). In Nederland bezocht hij de Technische Hogeschool in Delft, Universiteit Leiden en Universiteit van Groningen (wis- en natuurkunde). Zijn proefschrift Geschiedenis van het problema der trillende snaren leidde in Groningen op 5 december 1871 tot promotie. Pijzel ging vervolgens les geven aan Hogere Burgerscholen in Amersfoort (1871-1879: wiskunde en natuurlijke historie) en Deventer (1879-1883: wiskunde en kosmografie). Vanaf 1883 was het redacteur van De Amsterdammer (chef buitenland) en weekblad Eigen Haard. Hij was ook lid van het hoofdbestuur van de Maatschappij tot Bevordering der Toonkunst, Nederlandse Koorvereeniging en Vereeniging van Nederlandsche Muziekgeschiedenis.
Alhoewel dus docent en redacteur van beroep liet hij zich dikwijls op compositorisch gebied horen, meest voor zangstem en piano.
Een aantal werken:
- Bundel: Van vrijen en trouwen (Volksgedichten van Jan Pieter Heye voor “eene zangstem met pianobegeleiding gecomponeerd)
- Bundel: Naar oude trant, op nieuwe wijze (Jan Pieter Heye)
- Mijnre minnen bennic spijt (tekst van Honingh)
- Schoon slaapsterken (Jan Pieter Heye)
- Oud Jaar (Fiore della Neve)
- Sluiting des jaars (Jan Pieter Heye)
- Oude jaar (A. Peaux)
- Een liedje voor kleintjes
- ’t Looze molenarinnetje
- Lindeboom
- Maaierslied
- Van een oud vrijertje
- Lentelied
- Levenslied
- Welkomstlied aan de Transvalers (Hofdijk)
- Aan Johannes Verhulst (1816-1886) voor gemengd koor en piano)

Thom Denijs nam een tweetal liederen van hem op (Bekeerd, Gloeiende gesmeed).
Hij publiceerde onder meer ook over Peter Benoit, Giacomo Leopardi, Johan Braakensiek en Mannen (en vrouwen) van beteekenis in onze dagen met beschrijvingen over Nicolaas Beets, Keizer Wilhelm, Sara Bernhardt, George Bancroft, Charles Stewart Parnell, François Coppée, Charles Bradlaugh, Jean Baptiste Andre Dumas etc (Tjeenk Willink 1885). Voorts is hij de auteur van talloze artikelen voor De Gids
Bij zijn crematie op Westerveld waren uit de muziekwereld Simon van Milligen, Anton Averkamp, Salomon Adriaan Maria Bottenheim en Charles Ernest Henri Boissevain aanwezig.